# Caragana afghanica
Caragana afghanica är en ärtväxtart som beskrevs av Siro Kitamura. Caragana afghanica ingår i släktet karaganer, och familjen ärtväxter. Inga underarter finns listade i Catalogue of Life.